# Fundación Montemadrid
Fundación Montemadrid es la marca bajo la cual se presenta la Fundación Obra Social y Monte de Piedad de Madrid, una fundación española con sede en Madrid y cuyo objetivo consiste en el desarrollo de la obra social y la gestión del patrimonio cultural que posee, así como la operación de varios montes de piedad en algunas ciudades españolas.
La fundación es heredera de la que fuese Caja Madrid (Caja de Ahorros y Monte de Piedad de Madrid), la más antigua de las cajas de ahorros españolas, fundada el 3 de diciembre de 1702 como Monte de Piedad por el sacerdote aragonés Francisco Piquer Rodilla. Se trata de la segunda empresa más antigua de España después de Codorníu (fundada en 1551). La caja de ahorros existió hasta el 14 de diciembre de 2012, que se transformó en la fundación de carácter especial Fundación Especial Caja Madrid. Posteriormente, se cambió su denominación por el de la fundación ordinaria Fundación Montemadrid.
La sede de Fundación Montemadrid se encuentra en La Casa Encendida, en Madrid.

## Historia

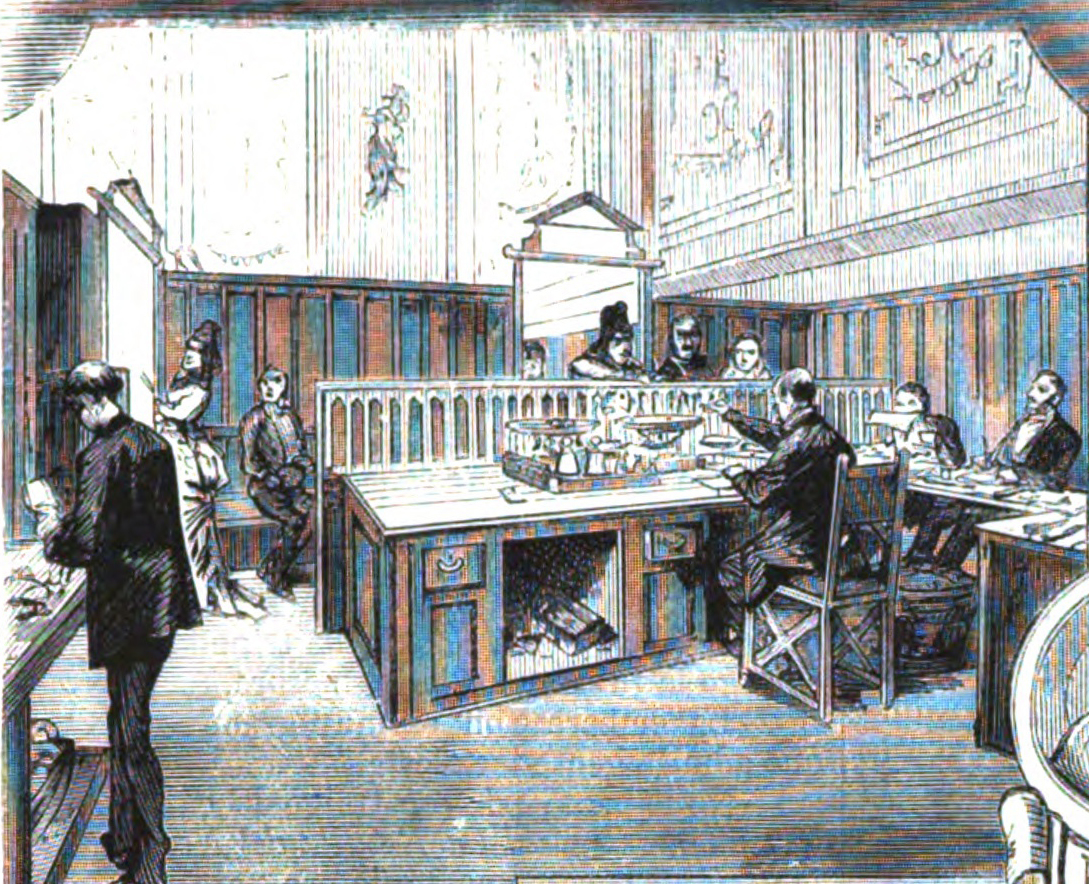
Empeño de alhajas en el antiguo Monte de Piedad y caja de ahorros (1876).

### Monte de Piedad de Madrid
Fundado por el padre Francisco Piquer en 1702, el Monte de Piedad de Madrid es uno de los más antiguos montes de piedad españoles, creado a semejanza de los montes de piedad italianos vino a sumarse al reducido grupo de montes de piedad que existían o habían existido en España hasta aquella fecha donde se contaban, al menos, el Monte de Piedad de Dueñas (c. 1550), el de Toledo (siglo XVI), el de Málaga (1612), el de San Francisco de Cuéllar (1636) y el de Calahorra (1659).
La finalidad del Monte de Piedad de Madrid era atender las demandas de las clases sociales más necesitadas de protección, a través de la concesión de préstamos gratuitos, garantizados con alhajas y ropas. Fue una institución benéfico-social, amparada por el Patronato Real y particulares que aportaban donativos y realizaban depósitos de forma onerosa; no se cobraban intereses por los préstamos.

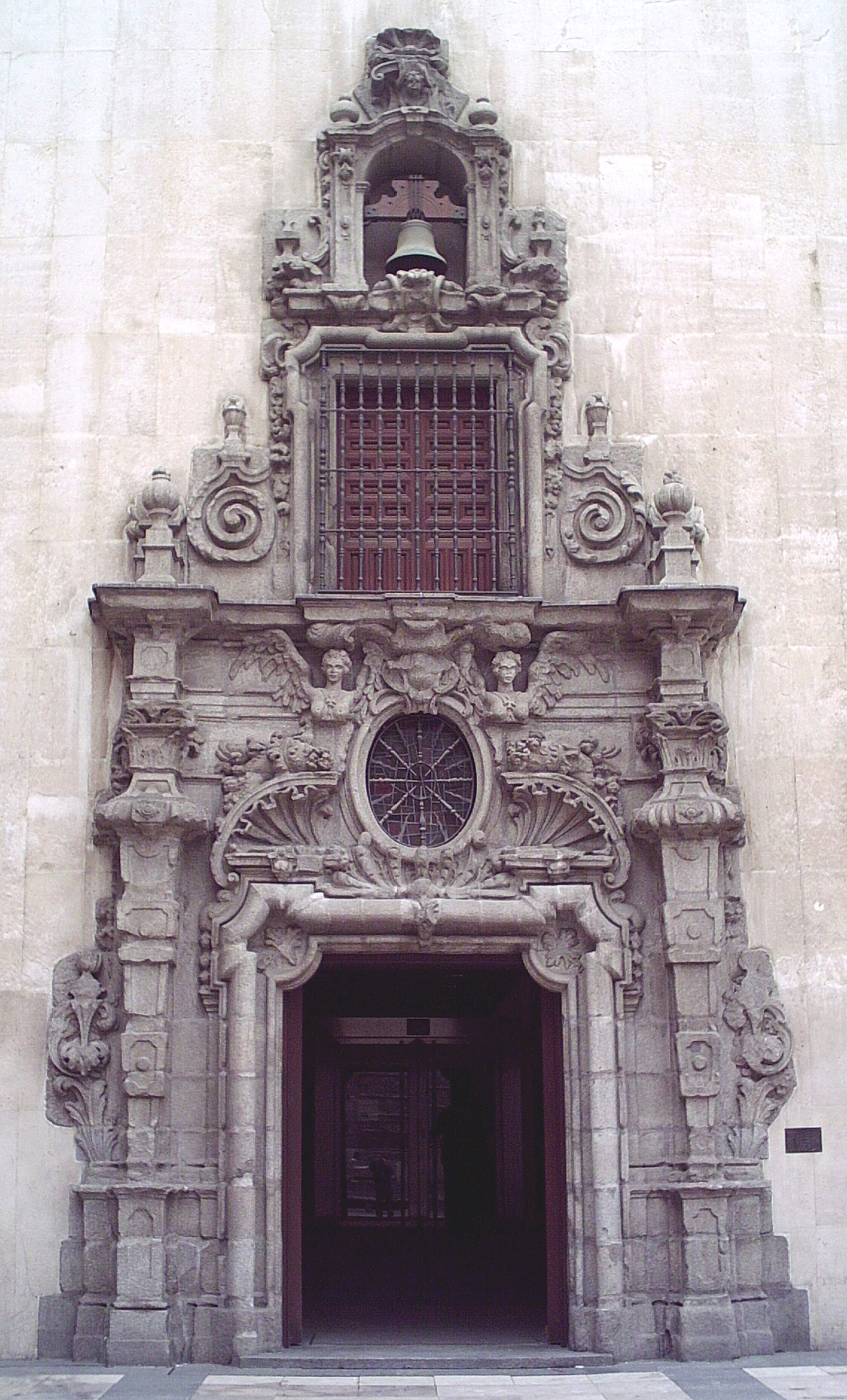
Portada, de estilo barroco, del antiguo Monte de Piedad de Madrid (Pedro de Ribera, 1733).

### Caja de Ahorros de Madrid (Caja Madrid)
En 1836 se plantea por primera vez el cobro de un interés en los préstamos concedidos, para cubrir los gastos de administración que generaba la actividad del Monte y para asegurar el futuro económico del mismo. Bajo el impulso del marqués viudo de Pontejos, el 25 de octubre de 1838 se fundó por Real Orden, la Caja de Ahorros de Madrid, que retribuía los depósitos recibidos. Su Reglamento se aprueba por Real Orden un año más tarde, el 17 de julio de 1839.
En los años siguientes, Caja Madrid expandió ampliamente su actividad bancaria fuera de su área de influencia original, pasando a abrir oficinas por toda España. En 2009, la caja de ahorros contaba con 2113 sucursales repartidas por todo el país (la segunda en número de oficinas por detrás de La Caixa).
En 1998, la entidad pasa de llamarse «Caja de Madrid», nombre que conservaba desde los años 1980, a llamarse simplemente «Caja Madrid», modificándose también su logotipo, el cual hasta entonces había sido la silueta estilizada de un oso encerrado en una hucha, y quedándose a partir de entonces solo el oso.

#### Presidencia de Miguel Blesa (1996-2009)
Caja Madrid, como el resto de cajas de ahorro sin ánimo de lucro, no podía tener un gobierno profesional, sino un consejo de administración compuesto por «organismos representativos de la sociedad», por lo que su consejo lo componían mayoritariamente partidos políticos y sindicatos. En 1996 es nombrado el presidente a propuesta del Partido Popular, Miguel Blesa, amigo personal de José María Aznar, y cuyo nombramiento fue aprobado con los votos a favor del PP, Izquierda Unida y Comisiones Obreras.

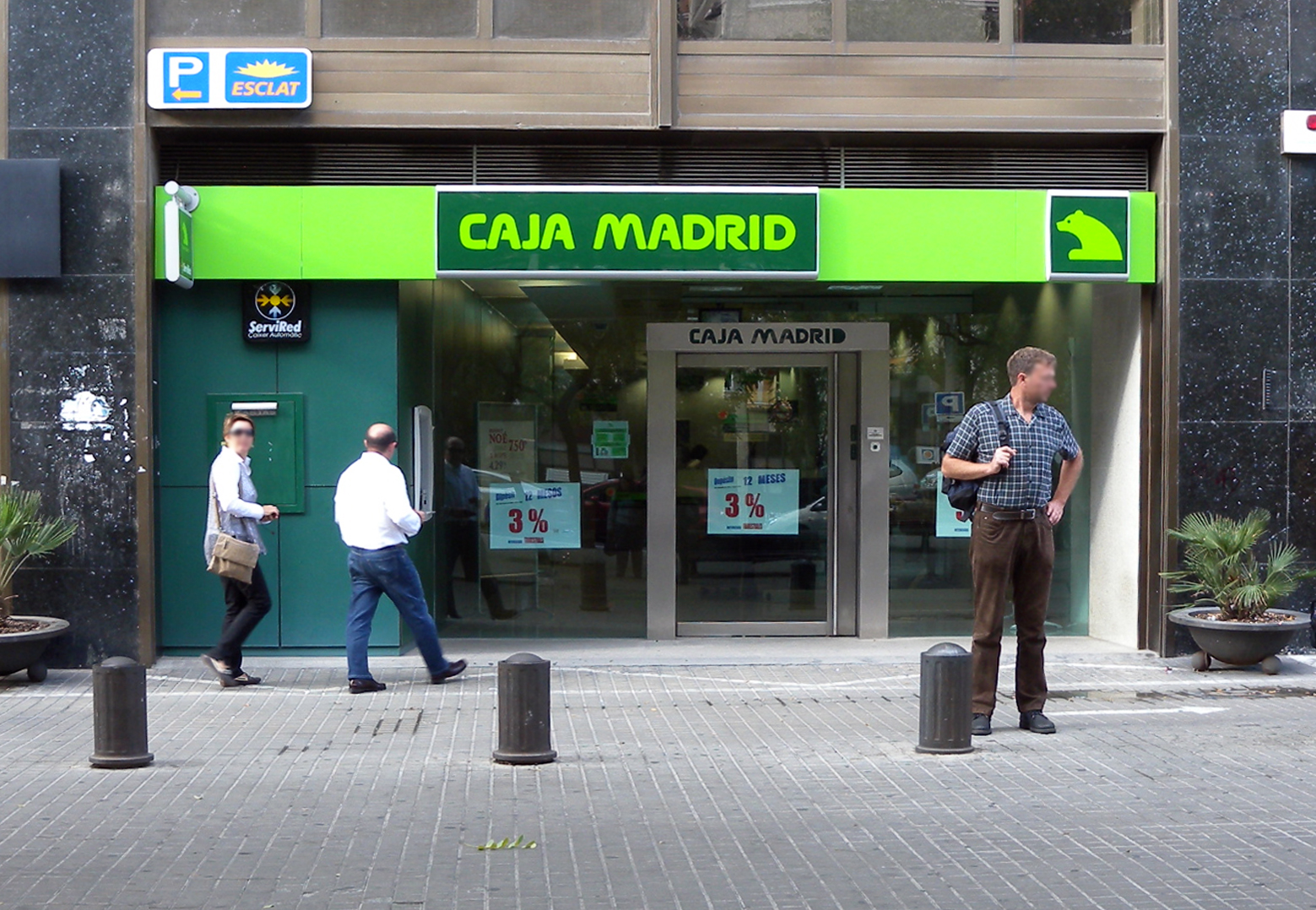
Una oficina bancaria de Caja Madrid en 2009 en Barcelona.

En 2008, Caja Madrid compró el 83 % del City National Bank, con sede en Florida por 628 millones de euros. Junto a la compra de la entidad internacional, Caja Madrid desembolsó 10,5 millones de euros a la inmobiliaria local Peña Appraisal Services por la compra de una mansión de lujo en Miami, con el objetivo de que allí pudiese residir el representante de Caja Madrid en Florida, Borja Murube, así como el resto de consejeros que tuvieran que desplazarse a la ciudad.
Durante la presidencia de Miguel Blesa, en 2007, salió a la luz un escándalo relacionado con uno de los consejeros del holding financiero de la caja de ahorros: Carlos Vela. El consejero había concedido un crédito a la inmobiliaria Martinsa-Fadesa de mil millones de euros y en abril, unos meses después de este hecho, abandonó Caja Madrid y fichó como consejero delegado de la inmobiliaria.
Tan solo un año más tarde, el estallido de la burbuja inmobiliaria en España lleva a la bancarrota a Martinsa-Fadesa, protagonizando una de las quiebras más grandes de la bolsa española, por lo que dejó un agujero a sus acreedores, en su mayoría bancos y cajas, y entre los cuales se encontraba Caja Madrid, de más de 1200 millones de euros. Carlos Vela, tras la quiebra, abandonó la inmobiliaria y paradójicamente volvió a ser contratado en la corporación financiera de Caja Madrid que él mismo había abandonado. La fuerte polémica suscitada en torno al consejero por este hecho le llevó a que tan solo unos meses más tarde de haber recuperado su puesto en la caja presentara su dimisión.

#### Presidencia de Rodrigo Rato (2009-2010)

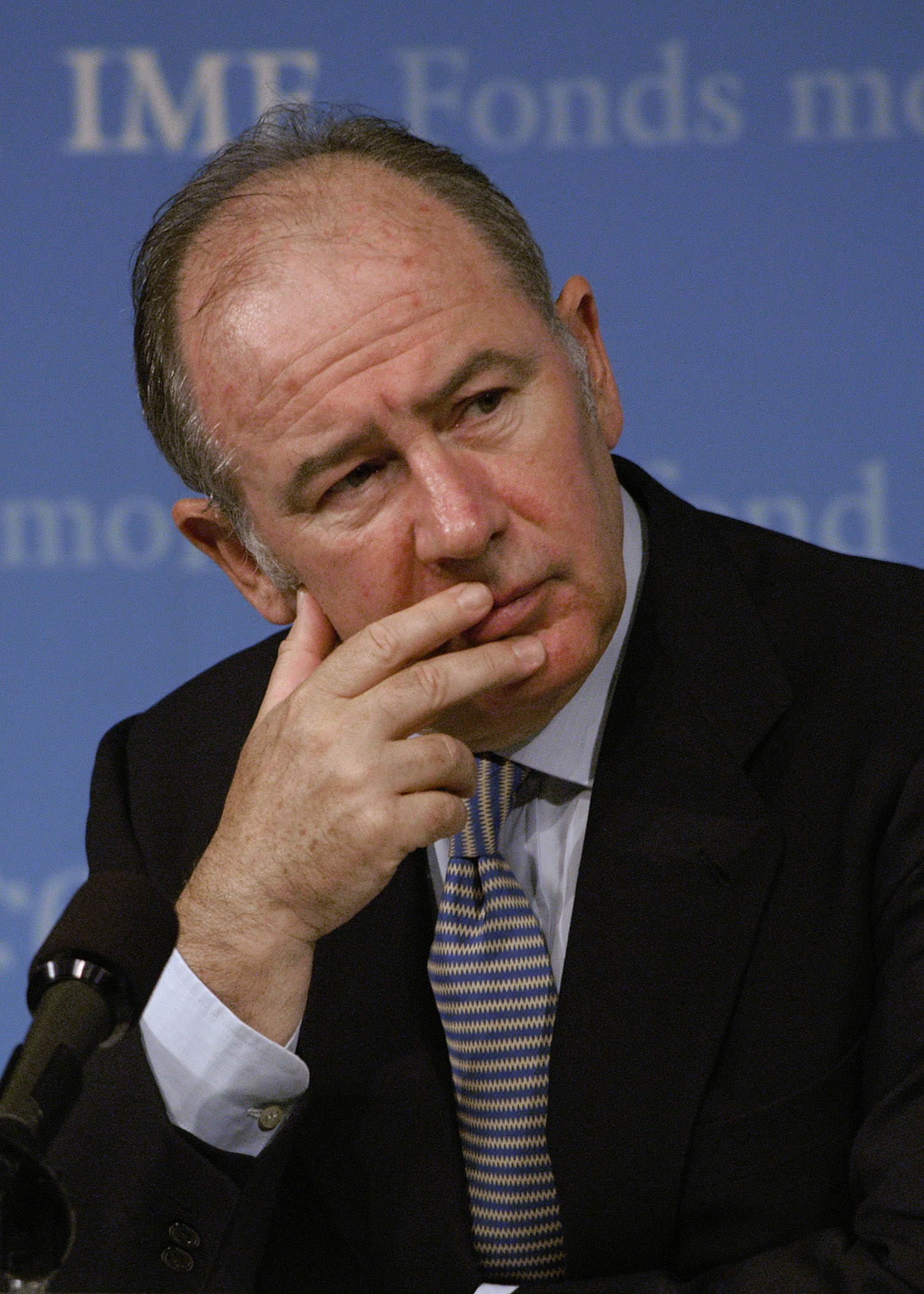
Rodrigo Rato, presidente de Caja Madrid desde 2009 y hasta su segregación en Bankia.

En 2009, el proceso de elección de un nuevo presidente del consejo de administración de Caja Madrid se complica al haber dos candidatos que se disputaron públicamente el cargo: Ignacio González, el cual contaba con el apoyo público de Esperanza Aguirre, y Rodrigo Rato, con el aval de Mariano Rajoy.
Finalmente, el 11 de noviembre Ignacio González renunció a su candidatura, dando así vía libre al nombramiento de Rodrigo Rato, el cual se hizo efectivo finalmente en la Asamblea General del 28 de enero de 2010.
Ese mismo año, el City National Bank resultó en pérdidas millonarias, por lo que Caja Madrid inyectó 233 millones de euros comprando el resto de las acciones que permanecían en manos de sus fundadores (17 %) y pasando así a controlar el 100 % del banco. Un año más tarde inyectó 242 millones de euros más.

### Segregación del negocio financiero (2010)
En el año 2010, en pleno contexto de la reestructuración del sistema financiero en España, Caja Madrid formó un SIP con otras seis cajas de ahorros españolas: Bancaja, La Caja de Canarias, Caja de Ávila, Caixa Laietana, Caja Segovia y Caja Rioja, al que se denominó socialmente Banco Financiero y de Ahorros (BFA). Caja Madrid lideraba esta unión con el 52 % del accionariado de BFA, seguida de Bancaja con el 37,7 % de la propiedad del nuevo banco, por lo que se decidió que la sede social del nuevo banco se encontraría en Valencia, pero la sede operativa principal estaría en Madrid. El reparto de dividendos por beneficio de BFA a Caja Madrid aportaría el capital necesario para mantener la obra social de la caja.
Los activos, el negocio bancario y el patrimonio de la entidad (cartera de clientes, oficinas, productos financieros, capital...), a excepción de algunos edificios considerados patrimonio histórico de Caja Madrid como La Casa Encendida o cuadros y obras de valor cultural, se segregaron en BFA, y este posteriormente los segregó en Bankia S. A.

### Transformación en fundación (2012-actualidad)

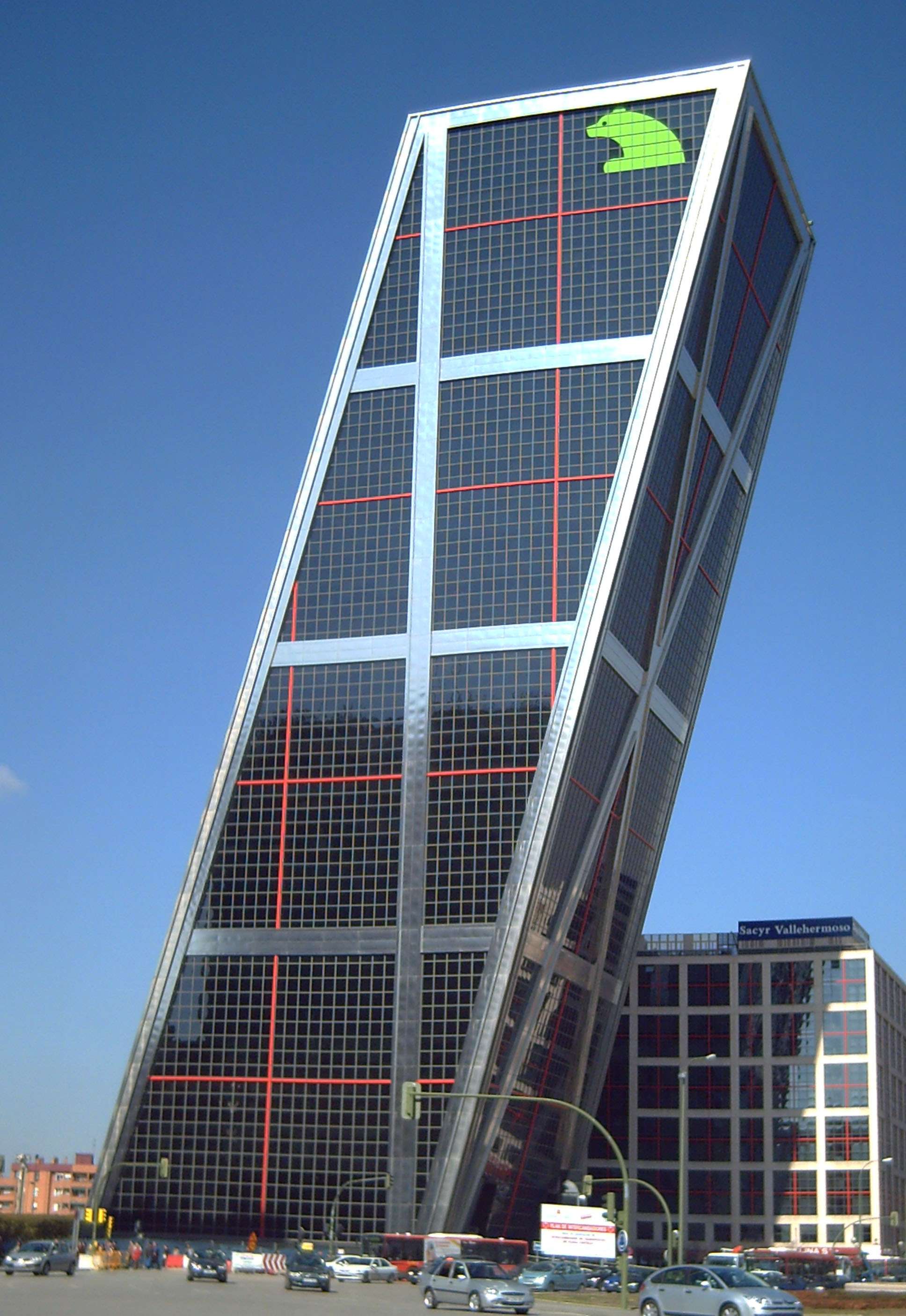
Torre Kio I en Puerta de Europa, sede de Caja Madrid cuando era caja de ahorros. Compartía el edificio con la sede operativa de Bankia.

El 27 de junio de 2012 se formalizó la nacionalización de BFA por parte del Gobierno de España a través del Fondo de Reestructuración Ordenada Bancaria (FROB), pasando el ente estatal a ser accionista único del banco con el 100 % del capital, por lo que Caja Madrid y el resto de cajas que habían conformado el banco en 2010 quedaron fuera de la nueva estructura de la entidad y, en definitiva, perdieron el control y cualquier relación con BFA y con Bankia.
Al haber perdido cualquier fuente de ingresos tras la salida de Caja Madrid de Bankia, el Gobierno de España, siguiendo las recomendaciones de la Comisión Europea, legisló una normativa por la cual las cajas de ahorros debían transformarse en fundaciones bajo el protectorado del gobierno autonómico correspondiente, a fin de que fuera posible mantener la obra social y cultural que venían llevando a cabo las cajas.
Así, mediante escritura pública de fecha 31 de diciembre de 2012, Caja de Ahorros y Monte de Piedad de Madrid se transformó en una fundación especial sin ánimo de lucro y se fusionó por absorción con la Fundación Caja Madrid, pasando a denominarse Fundación Especial Caja Madrid, bajo el protectorado del Gobierno de la Comunidad de Madrid.
Posteriormente, se convirtió en una fundación ordinaria y pasó a denominarse Fundación Caja Madrid.
El 14 de julio de 2014 se anunció que el Monte de Piedad de Madrid y el Banco Santander habían cerrado un acuerdo por el que el banco se hacía cargo de la gestión financiera del Monte de Piedad de Madrid poniendo a disposición de los clientes del Monte su red de oficinas desde el 21 de julio del mismo año.
Finalmente, cambió su denominación social a Fundación Obra Social y Monte de Piedad de Madrid (Fundación Montemadrid).

## Obra social
La labor sociocultural que por ley corresponde a las cajas de ahorros, se realizaba en Caja Madrid, a través de Obra Social Caja Madrid y de la Fundación Caja Madrid, a los ámbitos asistencial, social, docente, cultural y medioambiental. En 2005, el gasto total destinado a la realización de los distintos programas de Obra Social y Fundación ascendió a 161 millones de euros. En 2013, la Fundación Especial Caja Madrid, surgida tras la transformación de la propia Caja Madrid en fundación, tuvo un presupuesto de 31,6 millones de euros.

## Escándalos y causas judiciales

### Caso Gescartera
En 2012, la Audiencia Nacional obligó a pagar 12,22 millones de euros por su responsabilidad civil en el Caso Gescartera además de los intereses devengados desde el 14 de enero de 2001, fecha de su intervención.

### Caso City National Bank y Caso Blesa
El caso City National Bank se abrió en 2013 derivado de una acusación popular a Caja Madrid por el Caso Marsans, en el que ya se encontraban imputados todos los miembros del Comité Financiero de Caja Madrid —entre ellos, Carlos Vela— por el préstamos que la caja había concedido en dudosas condiciones de solvencia a Gerardo Díaz Ferrán —el cual había sido expresidente de la CEOE y estaba imputado por delito societario por su implicación en la quiebra de Viajes Marsans—. Dentro de la investigación también fue imputado Carlos Vela por delito societario y falsedad documental, con motivo del crédito concedido a Martinsa-Fadensa.
Derivado de este caso, el magistrado decidió investigar la compra por parte de Caja Madrid en 2008 del City National Bank de Florida. Las auditorías realizadas a la entidad americana afirmaban que se había pagado más del doble del valor de mercado por la entidad, y que la mala gestión de este le había llevado a pérdidas de más de 570 millones de dólares en tan solo dos años. Según la auditoría, se tomaron decisiones «bajo una perspectiva de admisión de riesgos peligrosamente muy permisiva e imprudente». La compra, según la investigación había sido ordenada a pesar de las advertencias del Banco de España y el gobierno de Estados Unidos. Todo ello desembocó en la imputación del que había sido el presidente de Caja Madrid durante aquella época, Miguel Blesa. Finalmente, el magistrado Elpidio José Silva ordena el ingreso en prisión de este por este hecho el 16 de mayo de 2013 eludible bajo el pago de una fianza de 2,5 millones de euros. Miguel Blesa pasó en la prisión de Soto del Real de Madrid tan solo doce horas, al pagar la fianza el día siguiente de su ingreso.
Apenas dos semanas más tarde de abandonar la cárcel, el 6 de junio, el magistrado encargado de la causa contra Miguel Blesa recibió un informe de la Guardia Civil en el que se incautaron cientos de correos electrónicos corporativos de la cúpula directiva de Caja Madrid, los cuales fueron incluidos en el sumario de la causa. Entre ellos hubo algunos intercambiados durante la compra del Banco de Florida que llamaron la atención del juez, como uno enviado por el también imputado director general financiero y de riesgos de la caja, Ildefonso Sánchez Barcoj. En dicho correo, enviado por Ildefonso a Miguel Blesa se decía: «Como sabes cubrimos en su momento no solo la totalidad de las dos compras, sino 100 kilos más por si se ponía algo a tiro». a lo que Blesa le contestó: «No era solo el encarecimiento, sino el límite de autorización por la Comunidad de Madrid. Deja que alguien entre al trapo, le daremos un buen pase». De dichos correos se deducía que ambos pretendían eludir cualquier tipo de control público durante la gestión, y además habían reservado 100 millones más para la compra de otra entidad sin que esta pudiese ser fiscalizada o controlada por las autoridades públicas ni los órganos de control de Caja Madrid. Esa misma mañana, el magistrado convoca de nuevo a Miguel Blesa a declarar con carácter de urgencia por dichos correos, y tras escuchar su declaración, el juez vuelve a dictaminar de inmediato su ingreso en prisión, esta vez sin fianza.
Quince días después del ingreso en prisión, la Audiencia Provincial de Madrid, con el criterio a favor de la fiscalía, declaró nulo el decreto judicial que enviaba a Blesa a prisión, al creer que el juez había reabierto el caso sin tener nuevas pruebas de suficiente calado como para dictaminar un nuevo ingreso en prisión y se estaba incurriendo en penar al acusado dos veces por una misma causa. La defensa del imputado, la fiscalía y la Audiencia Provincial también sostenían que los correos electrónicos deberían ser excluidos como prueba ya que se trataban de un documento privado que se había obtenido sin consentimiento del propietario. El juez defendía dicha medida ya que entendía que las cuentas de correo corporativas de Caja Madrid no eran documentos privados o íntimos propiedad de sus usuarios, sino que son propiedad de la caja y están planteadas exclusivamente para su uso profesional, por lo que no constituían un atentado contra la intimidad del imputado.
Tras su salida, Miguel Blesa declaró a los medios haberse sentido víctima de una persecución personal a su persona por parte del magistrado Elpidio José Silva, por lo que finalmente sus abogados presentaron una denuncia contra el juez por haber recibido un trato imparcial y por prevaricación al haber sido condenado a prisión sin una motivación judicial real. Por ello, la Audiencia Provincial recusó al juez Silva de la causa mientras estos hechos se esclarecían, y se quedó al frente de esta el magistrado Fernando Andreu, el cual ya se hacía cargo del Caso Bankia.

#### Escándalo de los correos electrónicos
En noviembre de 2013 a la sede del Partido X llegó un correo procedente de una fuente anónima que aseguraba tener en su poder correos electrónicos de Miguel Blesa que evidenciarían múltiples ilegalidades por parte del antiguo presidente de Caja Madrid. El partido recibió de esta fuente un archivo de más de ocho mil de correos enviados por Miguel Blesa entre 1996 y 2009 (el tiempo que estuvo presidiendo la caja). Muchos de ellos eran aquellos que el juez Silva había incluido como prueba en la causa y que posteriormente habían sido excluidos, pero que no trascendieron a la opinión pública al encontrarse bajo secreto de sumario. El Partido X se puso en contacto y entregó esta información a los periodistas del diario digital elDiario.es, el cual llevó este caso a su portada e hizo públicos dichos correos. El conjunto de los correos contenía mensajes cruzados entre Blesa y personajes muy relevantes de la política y la empresa.
La publicación de dichos correos provocó un gran escándalo mediático conforme poco a poco se iba desgranando la información contenida en ellos. Destacaron algunos en los que Miguel Blesa hablaba sobre la venta de participaciones preferentes que vendía Caja Madrid por aquel entonces y que posteriormente se desvelaron como una estafa a sus clientes. En uno de ellos respondía Miguel Blesa: «1.300 millones de euros en un solo día!!!!! Qué bárbaro. Y eso que habíamos engañado a los clientes. Lo que he aprendido es que, si a los sindicatos no les gusta, probablemente es buen producto». Otra serie de correos destacados evidenciaban como Caja Madrid maniobró en Iberia LAE —siendo la caja accionista de referencia de la aerolínea por aquel entonces— para evitar que un grupo de empresarios españoles comprase la aerolínea y esta finalmente acabase siendo fusionada con British Airways. Otro correo que llamó la atención de los medios fue que Blesa había amenazado al presidente del canal de televisión Telecinco con retirar la publicidad de Caja Madrid en su cadena a raíz de una broma sobre la caja de ahorros que se había hecho en una serie de ficción.
Los correos también demostraron como Blesa atendió y medió personalmente para facilitar préstamos e hipotecas en condiciones ventajosas a políticos y a sus familiares. Entre ellos, los correos hablaban de como Blesa había mediado a favor del exministro José Barrionuevo o un familiar de Esperanza Aguirre. También hubo correos entre Blesa y José María Aznar Botella —hijo del expresidente del gobierno de España— en los que este recriminaba a Blesa por no haber aceptado que Caja Madrid entrara en un negocio millonario de su padre: «Con los pelos que se ha dejado por ti, y han sido muchos, me parece impresentable lo que has hecho o no has hecho».
El resto de correos sacaban a la luz la lujosa vida que llevaba el presidente de Caja Madrid, en los que comentaba con sus compañeros sus múltiples viajes por todo el mundo, cacerías, compra de joyas y coches de lujo, entre otros. Uno de ellos reveló que Caja Madrid pagaba a Miguel Blesa y a los altos directivos de la Caja una carta de vinos de lujo en la que se incluían botellas valoradas en más de 600 euros. En dicho correo Ildefonso Sánchez Barcoj escribía a Blesa: «Presidente, estas son las cartas de vino que hemos preparado [...]. Hay una para ti con vinos finos (Château d'Yquem incluido), y otra para los directores con buenos vinos también, pero sin los sublimes, que son de uso exclusivo de la Presidencia. Se nos va cayendo el pelo de la dehesa».
Finalmente, el juez Andreu decidió incluir en la causa de Blesa y en la causa de las preferentes en Caja Madrid los correos de Blesa justificándose en la «gravedad» y la «trascendencia social y económica de la supuesta estafa», sin embargo, en lugar de incluirlos todos en bloque como hizo su predecesor decidió cribarlos e incluir solo aquellos que no fuesen de carácter personal y enviados durante el 2009 (el año en que se pusieron a la venta las preferentes).

### Caso de lastarjetas opacas
El caso de las tarjetas opacas o tarjetas black fue un escándalo que saltó a la luz en octubre de 2014, por el cual se desveló que la práctica totalidad de los consejeros de Caja Madrid (y posteriormente Bankia) durante al menos las presidencias de Miguel Blesa y Rodrigo Rato, habían dispuesto de una tarjeta de crédito Visa otorgada por la entidad con la que habían llevado a cabo durante años cargos personales valorados en cientos de miles de euros con cargo a las cuentas de la caja de ahorros, y presumiblemente, sin declarar a Hacienda ninguno de ellos.
El caso tiene su origen en los correos electrónicos de Miguel Blesa que habían sido publicados por elDiario.es unos meses antes a partir de una fuente derivada por el Partido X. El 13 de diciembre de 2013, elDiario.es publicó la exclusiva de las tarjetas opacas, a partir de uno esos correos.
El correo que hizo saltar el caso fue escrito el 1 de septiembre de 2009. En aquel momento se estaba produciendo un relevo en la secretaría del consejo de Administración: Enrique de la Torre dejaba el cargo y era sustituido por Jesús Rodrigo. En el correo, el secretario saliente le informa al nuevo secretario de las remuneraciones que debe percibir en su cargo. En dicho correo, que se envío con copia a Miguel Blesa y bajo el asunto «Confidencial», De la Torre relataba:

Los miembros de la Comisión de Control, conforme a la normativa de Caja Madrid, no pueden pertenecer a Consejos de Filiales o participadas. Por tanto sólo cobran dietas por las reuniones de la Comisión (1350 € brutos). Además, tiene cada uno una tarjeta Visa de gastos de representación, black a efectos fiscales hasta ahora [...], de 25 000 € anuales excepto su Presidente, que tiene una cobertura de 50 000 €.

Tras la publicación de la primera noticia en eldiario.es, José Ignacio Goirigolzarri, presidente de Bankia, decidió abrir una investigación interna y ordenar una auditoría de dichas tarjetas. Bankia terminó su auditoría en la primavera de 2014. En el documento, se detallaban, para los 86 consejeros, las cantidades que hubo gastado cada uno con su correspondiente tarjeta black durante el periodo en que disfrutó de esta. Los gastos auditados se llevaron a cabo en Caja Madrid y posteriormente en Bankia durante la presidencia de Rodrigo Rato en el banco (hasta 2011). Según Bankia, los gastos ejercidos con dichas tarjetas se cargaban en la cuenta de quebrantos de Caja Madrid —una cuenta pensada para cubrir los gastos asociados a errores informáticos, indemnizaciones a clientes o robos— y es por ello por lo que no se vieron reflejados en ninguna de las auditorías llevadas a cabo hasta entonces.
Bankia puso a disposición de su accionista, el FROB, los resultados de la investigación, y este a su vez los puso en conocimiento de la fiscalía, la cual ordenó abrir diligencias por estos hechos.
En octubre de 2014, trasciende a la prensa la lista completa de los 81 570 cargos que efectuaron los titulares de las tarjetas opacas durante el periodo que las poseyeron. Dicha lista, que detallaba titular, concepto e importe de cada cargo causó un revuelo mediático. En ella se descubrieron gastos que quedaban lejanos de ser gastos de representación convencionales y que eran de todo tipo: compras en supermercados, gastos de más de mil euros en fiestas en discotecas, electrodomésticos, restaurantes de lujo, compras en centros comerciales, viajes y estancias en hoteles de lujo durante periodos vacacionales e incluso compras de lencería femenina. Dicha lista demostraba que los titulares habían hecho un uso muy intensivo de dichas tarjetas, ya que llegaban a efectuar más de 50 pagos semanales usándolas.
Tras la publicación de estos extractos, algunos directivos como Arturo Fernández Álvarez aceptaron que dichos gastos eran reales y que se habían efectuado ya que, a su entender, la entidad le había entregado dicha tarjeta para cubrir gastos personales, como si de un complemento salarial se tratase. Por su parte, otros directivos Antonio Romero dijeron no reconocer dichos gastos y declararon ante el juez que sus tarjetas podrían haber sido clonadas. Rodrigo Rato, que había gastado un total de 100.000 euros durante su presidencia, decidió devolver parte del dinero (únicamente la parte correspondiente a lo que gastó presidiendo Bankia, no a Caja Madrid), ya que se publicó un cargo por el cual el directivo sacó 1000 euros de un cajero con cargo a su tarjeta opaca dos días después de anunciarse la quiebra y rescate de Bankia y su expulsión de la entidad.
A finales de enero de 2015, el juez de la Audiencia Nacional Fernando Andreu imputa a 78 exconsejeros y exdirectivos de Caja Madrid por presuntos delitos de administración desleal o apropiación indebida.
El 23 de febrero de 2017, la Audiencia Nacional comunicó la sentencia condenando a 62 exdirectivos y exconsejeros de Caja Madrid y Bankia a penas de cárcel por delitos continuados de apropiación indebida. Miguel Blesa fue sentenciado a seis años de cárcel y Rodrigo Rato a cuatro años y medio.
El 3 de octubre de 2018 el Tribunal Supremo ratificó la sentencia de la Audiencia Nacional por la que Rodrigo Rato fue condenado a cuatro años y medio de prisión.